# Liste der Sparkassen in Österreich

Das Logo der Österreichischen Sparkassengruppe

Die Liste der Sparkassen in Österreich enthält die in der Sparkassengruppe Österreich und im Österreichischen Sparkassenverband organisierten Sparkassen Österreichs.

## Legende
- Name: Name des Instituts.
- Bundesland: Das Bundesland, in dem die Hauptanstalt des Instituts liegt
- Hauptanstalt: Standort der Hauptanstalt des Instituts
- Filialen: Anzahl der Filialen

## Liste
| Name                                                       | Bundesland       | Hauptanstalt           | Filialen | BLZ   | BIC         |
| ---------------------------------------------------------- | ---------------- | ---------------------- | -------- | ----- | ----------- |
| Sparkasse Feldkirchen/Kärnten                              | Kärnten          | Feldkirchen in Kärnten | 5        | 20702 | SPFNAT21XXX |
| Kärntner Sparkasse AG                                      | Kärnten          | Klagenfurt             | 58       | 20706 | KSPKAT2KXXX |
| Sparkasse der Stadt Amstetten AG                           | Niederösterreich | Amstetten              | 8        | 20202 | SPAMAT21XXX |
| Sparkasse Baden                                            | Niederösterreich | Baden                  | 16       | 20205 | SPBDAT21XXX |
| Sparkasse Hainburg-Bruck-Neusiedl AG                       | Niederösterreich | Hainburg               | 12       | 20216 | SPHBAT21XXX |
| Sparkasse Haugsdorf                                        | Niederösterreich | Haugsdorf              | 4        | 20218 | SPHAAT21XXX |
| Sparkasse Herzogenburg-Neulengbach                         | Niederösterreich | Herzogenburg           | 9        | 20219 | SPHEAT21XXX |
| Sparkasse Horn-Ravelsbach-Kirchberg AG                     | Niederösterreich | Horn                   | 11       | 20221 | SPHNAT21XXX |
| Sparkasse Korneuburg AG                                    | Niederösterreich | Korneuburg             | 10       | 20227 | SSKOAT21XXX |
| Kremser Bank und Sparkassen AG                             | Niederösterreich | Krems                  | 7        | 20228 | SPKDAT21XXX |
| Sparkasse Langenlois                                       | Niederösterreich | Langenlois             | 4        | 20230 | SPLSAT21XXX |
| Sparkasse Neunkirchen                                      | Niederösterreich | Neunkirchen            | 14       | 20241 | SPNGAT21XXX |
| Sparkasse Pottenstein N.Ö.                                 | Niederösterreich | Pottenstein            | 3        | 20245 | SPPOAT21XXX |
| Sparkasse Poysdorf AG                                      | Niederösterreich | Poysdorf               | 3        | 20246 | SPPDAT21XXX |
| Sparkasse Niederösterreich Mitte West AG                   | Niederösterreich | St. Pölten             | 34       | 20256 | SPSPAT21XXX |
| Sparkasse Scheibbs AG                                      | Niederösterreich | Scheibbs               | 3        | 20257 | SPSBAT21XXX |
| Wiener Neustädter Sparkasse                                | Niederösterreich | Wiener Neustadt        | 12       | 20267 | WINSATWNXXX |
| Waldviertler Sparkasse Bank AG                             | Niederösterreich | Zwettl                 | 27       | 20272 | SPZWAT21XXX |
| Sparkasse Salzkammergut                                    | Oberösterreich   | Bad Ischl              | 8        | 20314 | SKBIAT21XXX |
| Sparkasse Eferding-Peuerbach-Waizenkirchen                 | Oberösterreich   | Eferding               | 14       | 20330 | SPPBAT21XXX |
| Sparkasse Frankenmarkt AG                                  | Oberösterreich   | Frankenmarkt           | 5        | 20306 | SPFRAT21XXX |
| Sparkasse Lambach Bank AG                                  | Oberösterreich   | Lambach                | 10       | 20317 | SPLAAT21XXX |
| Allgemeine Sparkasse Oberösterreich Bankaktiengesellschaft | Oberösterreich   | Linz                   | 162      | 20320 | ASPKAT2LXXX |
| Sparkasse Neuhofen Bank AG                                 | Oberösterreich   | Neuhofen an der Krems  | 8        | 20326 | SPNKAT21XXX |
| Sparkasse Pregarten-Unterweißenbach AG                     | Oberösterreich   | Pregarten              | 8        | 20331 | SPPRAT21XXX |
| Sparkasse Ried im Innkreis-Haag am Hausruck                | Oberösterreich   | Ried im Innkreis       | 8        | 20333 | SPRHAT21XXX |
| Sparkasse Mühlviertel-West Bank AG                         | Oberösterreich   | Rohrbach               | 15       | 20334 | SMWRAT21XXX |
| Sparkasse Mittersill                                       | Salzburg         | Mittersill             | 3        | 20402 | SPMIAT21XXX |
| Salzburger Sparkasse Bank AG                               | Salzburg         | Salzburg               | 60       | 20404 | SBGSAT2SXXX |
| Steiermärkische Bank und Sparkassen AG                     | Steiermark       | Graz                   | 135      | 20815 | STSPAT2GXXX |
| Sparkasse Mürzzuschlag AG                                  | Steiermark       | Mürzzuschlag           | 5        | 20828 | SPMZAT21XXX |
| Sparkasse Pöllau AG                                        | Steiermark       | Pöllau                 | 3        | 20833 | SPPLAT21XXX |
| Sparkasse Voitsberg-Köflach Bank AG                        | Steiermark       | Voitsberg              | 6        | 20839 | SPVOAT21XXX |
| Sparkasse Imst AG                                          | Tirol            | Imst                   | 15       | 20502 | SPIMAT21XXX |
| Tiroler Sparkasse Bankaktiengesellschaft Innsbruck         | Tirol            | Innsbruck              | 31       | 20503 | SPIHAT22XXX |
| Sparkasse der Stadt Kitzbühel                              | Tirol            | Kitzbühel              | 9        | 20505 | SPKIAT2KXXX |
| Sparkasse Kufstein                                         | Tirol            | Kufstein               | 19       | 20506 | SPKUAT22XXX |
| Lienzer Sparkasse AG                                       | Tirol            | Lienz                  | 6        | 20507 | LISPAT21XXX |
| Sparkasse Rattenberg Bank AG                               | Tirol            | Rattenberg             | 7        | 20508 | SPRTAT21XXX |
| Sparkasse Reutte AG                                        | Tirol            | Reutte                 | 7        | 20509 | SPREAT21XXX |
| Sparkasse Schwaz AG                                        | Tirol            | Schwaz                 | 13       | 20510 | SPSCAT22XXX |
| Sparkasse Bludenz Bank AG                                  | Vorarlberg       | Bludenz                | 8        | 20607 | SSBLAT21XXX |
| Sparkasse Bregenz Bank AG                                  | Vorarlberg       | Bregenz                | 6        | 20601 | SPBRAT2BXXX |
| Dornbirner Sparkasse Bank AG                               | Vorarlberg       | Dornbirn               | 16       | 20602 | DOSPAT2DXXX |
| Sparkasse der Gemeinde Egg                                 | Vorarlberg       | Egg                    | 4        | 20603 | SPEGAT21XXX |
| Sparkasse der Stadt Feldkirch                              | Vorarlberg       | Feldkirch              | 13       | 20604 | SPFKAT2BXXX |
| Erste Group Bank AG                                        | Wien             | Wien                   | 2        | 20100 | GIBAATWGXXX |
| Erste Bank der oesterreichischen Sparkassen AG             | Wien             | Wien                   | 102      | 20111 | GIBAATWWXXX |
| Die Zweite Wiener Vereins-Sparcasse                        | Wien             | Wien                   | 7        | 20112 | GIBAAT21XXX |